# Étienne Hubert
Pour les articles homonymes, voir Hubert et Étienne Hubert (homonymie).
Étienne Hubert (27 janvier 1988 à Sedan) est un kayakiste français pratiquant la course en ligne. Il est licencié au club de Sedan.

## Carrière internationale

### 2005
Étienne Hubert gagne sa première sélection en équipe de France en 2005. Il est alors dans sa première année de junior et réussi le pari de se qualifier dans 2 disciplines : descente et course en ligne.
Il obtient sa 1re médaille internationale en canoë kayak de descente.

### 2006
Étienne se consacre au canoë kayak de course en ligne sprint et en marathon.
Sprint : il devient champion d'Europe Junior en kayak biplace sur 500 m à Athènes (avec Quentin Urban).
Il est également quatrième en kayak monoplace 1000 m.
Marathon : il devient double champion du monde à Tremolat (France) en kayak monoplace et kayak biplace (toujours avec Quentin Urban).

### 2010
Étienne Hubert devient champion du monde senior à 22 ans lors des championnats du monde de course en ligne (canoë-kayak) 2010 à Poznań en kayak 4 places 1 000 m.

### 2014
Étienne Hubert finit deuxième aux Championnats d'Europe (en K2 1000 m) en Allemagne à Brandebourg.

### 2015
Il prend la septième place aux Championnats d'Europe (en K4 1000 m) en République Tchèque à Racice. 
Cette même année, il terminera également sixième des Championnats du Monde (en K2 1000 m) en Italie à Milan.

### 2016
Étienne participe aux Jeux olympiques de Rio de Janeiro (Brésil) en K4 1000 mètres. Il termine sa course à la septième place. 

### 2018
Lors des Championnats d'Europe en Serbie à Belgrade, Étienne Hubert se classe à la huitième place en K1 1000 mètres.

### 2019
Lors des Championnats du monde de course en ligne de canoë-kayak de 2019 à Szeged, Étienne Hubert est médaillé de bronze en K2 1000 mètres avec Cyrille Carré.